# Kopinata partirubra
Kopinata partirubra is een vliesvleugelig insect uit de familie bronswespen (Chalcididae). De wetenschappelijke naam is voor het eerst geldig gepubliceerd in 1988 door Boucek.